# Sainte-Suzanne, Ariège

Sainte-Suzanne este o comună în departamentul Ariège din sudul Franței. În 1 ianuarie 2022 avea o populație de 249 de locuitori.